# 日本化
日本化（にほんか・にっぽんか、英: Japanization 或いは Japanification）は、他国の文化が日本風になることである。

## 文化
世界的に、おたく文化として日本のマンガやアニメやゲーム、ハローキティやマイメロディといったサンリオのキャラクター、他に音楽や映画などの大衆文化、寿司などの日本料理が流行している。冷泉彰彦は、家庭よりも仕事、心から謝る、タレント候補、子供向けのアニメも善悪二元論から価値の相対化に変化、などの例を挙げて、アメリカが日本化していると指摘している。
当の日本国内では、おたく文化は大衆文化以下の扱いを受けていたが、2010年代に入るあたりから、日本のアニメやマンガなどのサブカルチャーは一つの文化として世界各国の一部の国民に定着、それまで日本人特有と思われていた「オタク」はグローバル化し世界に輸出される数少ない日本の現代文化となった。影響力は西側を超えて広まるようになり、日本人女性声優がロシアでライブを開いたら大盛況だったという事例もあり、アジア諸国で開かれている「アニメ・フェスティバル・アジア」(AFA)は毎回人気である。

## 特別永住者
第二次世界大戦終了後、日本に残り平和条約国籍離脱者となった者の一族は、その子孫も特別永住者として世代を重ねるにつれ、外国籍を保持したまま日本化、日本人化が進行している。
特に日本化が進み、祖国での生活に困難を感じるようになった在日韓国・朝鮮人特別永住者のいわゆる「在日社会」の間では、しばしばアイデンティティー問題として取り上げられ、韓国人でも日本人でもない「在日人」としての自身にアイデンティティーを見いだす動きもある。

## 政治
政治が指導力を発揮せず、物事を先送りすることを「日本化する」と表現し、2011年7月末にイギリス紙「エコノミスト」、アメリカ紙「フォーブス」などは、表紙に和服姿のバラク・オバマ米大統領の絵を載せ、リーダーシップの欠如という「日本化」を批判する記事を掲載した。

## 経済
日本病とも呼ばれる。リーマン・ショック後、欧米の経済がバブル景気破綻と失われた20年における日本経済の低迷と同じような状況になっていたことからよく用いられた。
2014年4月20日のニューヨーク・タイムズにポール・クルーグマンの「日本化するスウェーデン」が掲載された。クルーグマンは、スウェーデン中銀の過度な引き締め政策を「サドマネタリズム」（「サドマゾヒズム」のもじり）と呼び、その結果「デフレの罠」に陥ろうとしていることを「日本化している」としている。

## 文献
- 日下公人『21世紀、世界は日本化する』PHPソフトウェアグループ 2000年2月 ISBN 978-4569610184
- アン・アリスン『菊とポケモン―グローバル化する日本の文化力』新潮社 2010年8月 ISBN 978-4105062217
- 高田創、石原哲夫、柴崎健『世界国債暴落 世界を蝕む日本化現象』東洋経済新報社 2010年10月 ISBN 978-4492620700
- 榊原英資『辺境から中心へ 日本化する世界』東洋経済新報社 2011年4月 ISBN 978-4492395486
- 唐鎌大輔『欧州リスク　日本化・円化・日銀化』東洋経済新報社 2014年7月 ISBN 978-4492444078
- 浅羽祐樹『韓国化する日本、日本化する韓国』講談社 2015年2月 ISBN 978-4062192729

## 関連事項
- 和風
- 侍政
- 外来語
- 日本の古代東北経営
- 皇民化教育
- 創氏改名
- クールジャパン
- タタミゼ
- ジャポニスム - 哈日族
- 中国化
- アメリカニゼーション
- フィンランド化
- ベトナミゼーション
- en:Turning Japanese
- en:Justin Lee Collins: Turning Japanese
- en:Is He Turning Japanese?